# تودور جيتشفسكي
تودور جيتشفسكي (بالمقدونية: Тодор Гечевски) مواليد 28 أكتوبر 1977 في جمهورية يوغوسلافيا الاشتراكية الاتحادية، هو لاعب كرة سلة مقدوني معتزل. بدأ مسيرته الاحترافية في سنة 1995. يبلغ طوله 6 قدم 10.75 بوصة (2.1 م). اعتزل اللعب في 2015.

## المسيرة الاحترافية
لعب مع إم زد تي سكوبيه في سنة 2001، ثم لعب مع إس إس فليتشي سكاندون في الدوري الإيطالي في موسم 2002–2003، ثم لعب مع نادي زادار لكرة السلة من سنة 2004 إلى 2009، ثم لعب مع إم زد تي سكوبيه من سنة 2011 إلى 2014.

## روابط خارجية
- تودور جيتشفسكي على موقع الاتحاد الدولي لكرة السلة (الإنجليزية)
- تودور جيتشفسكي على موقع الدوري الأوروبي لكرة السلة (الإنجليزية)
- تودور جيتشفسكي على موقع كرة السلة الأوروبية.كوم (الإنجليزية)
- تودور جيتشفسكي على موقع DraftExpress.com (الإنجليزية)
- تودور جيتشفسكي على موقع ريلجم (الإنجليزية)
- تودور جيتشفسكي على موقع سبورتس رفرنس (الإنجليزية)